# Phyllodactylus kofordi
Espèce
Statut de conservation UICN

 LC  : Préoccupation mineure
Phyllodactylus kofordi est une espèce de geckos de la famille des Phyllodactylidae.

## Répartition et habitat
Cette espèce est présente dans le sud de l'Équateur ainsi que dans les régions de Piura et de Lambayeque dans le nord du Pérou. Elle vit dans les déserts côtiers et dans la forêt tropicale sèche.

## Étymologie
Cette espèce est nommée en l'honneur de Carl B. Koford (1915-1979).

## Publication originale
- Dixon & Huey, 1970 : Systematics of the lizards of the Gekkonid genus Phyllodactylus on mainland South America. Los Angeles County Museum Contributions in Science, no 192, p. 1-78.